# Снігар
Снігар (Bucanetes) — рід горобцеподібних птахів родини в'юркових (Fringillidae). Представники цього роду мешкають в Євразії і Північній Африці.

## Опис
Снігарі — невеликі птахи, середня довжина яких становить 12-15 см. Вони мають переважно сірувато-буре забарвлення, чорні крила і хвіст та міцний дзьоб. У самців в забарвленні є рожеві плями. 
Снігарі живуть в пустелях і напівпустелях. Це моногамні птахи, які під час сезону розмноження зустрічаються парами, а під час негніздового періоду утворюють зграї. Вони живляться насінням і перетинають великі відстані в пошуках їжі і води.

## Види
Виділяють два види:
- Снігар туркменський (Bucanetes githagineus)
- Снігар монгольський (Bucanetes mongolicus)

## Етимологія
Наукова назва роду Bucanetes походить від слова дав.-гр. βυκανητης — трубач.. 